# Municipio de Poynor
El municipio de Poynor (en inglés: Poynor Township) es un municipio ubicado en el condado de Ripley en el estado estadounidense de Misuri. En el año 2010 tenía una población de 297 habitantes y una densidad poblacional de 5,57 personas por km².

## Geografía
El municipio de Poynor se encuentra ubicado en las coordenadas 36°31′54″N 90°54′6″O / 36.53167, -90.90167. Según la Oficina del Censo de los Estados Unidos, el municipio tiene una superficie total de 53.29 km², de la cual 53,29 km² corresponden a tierra firme y (0 %) 0 km² es agua.

## Demografía
Según el censo de 2010, había 297 personas residiendo en el municipio de Poynor. La densidad de población era de 5,57 hab./km². De los 297 habitantes, el municipio de Poynor estaba compuesto por el 98,99 % blancos, el 0,67 % eran afroamericanos, el 0,34 % eran amerindios. Del total de la población el 0 % eran hispanos o latinos de cualquier raza.